# Marienlyststadion
Marienlyststadion is een voetbalstadion in de Noorse stad Drammen. De belangrijkste bespeler is Strømsgodset IF dat in de hoogste Noorse klasse, de Tippeliga speelt. Het is een tamelijk oud stadion, geopend in 1924, dat in eigendom is bij de gemeente. Strømsgodset IF heeft plannen voor een nieuw stadion, maar kan vooralsnog de financiering daarvoor niet rond krijgen.